# ヘレン・ポッター

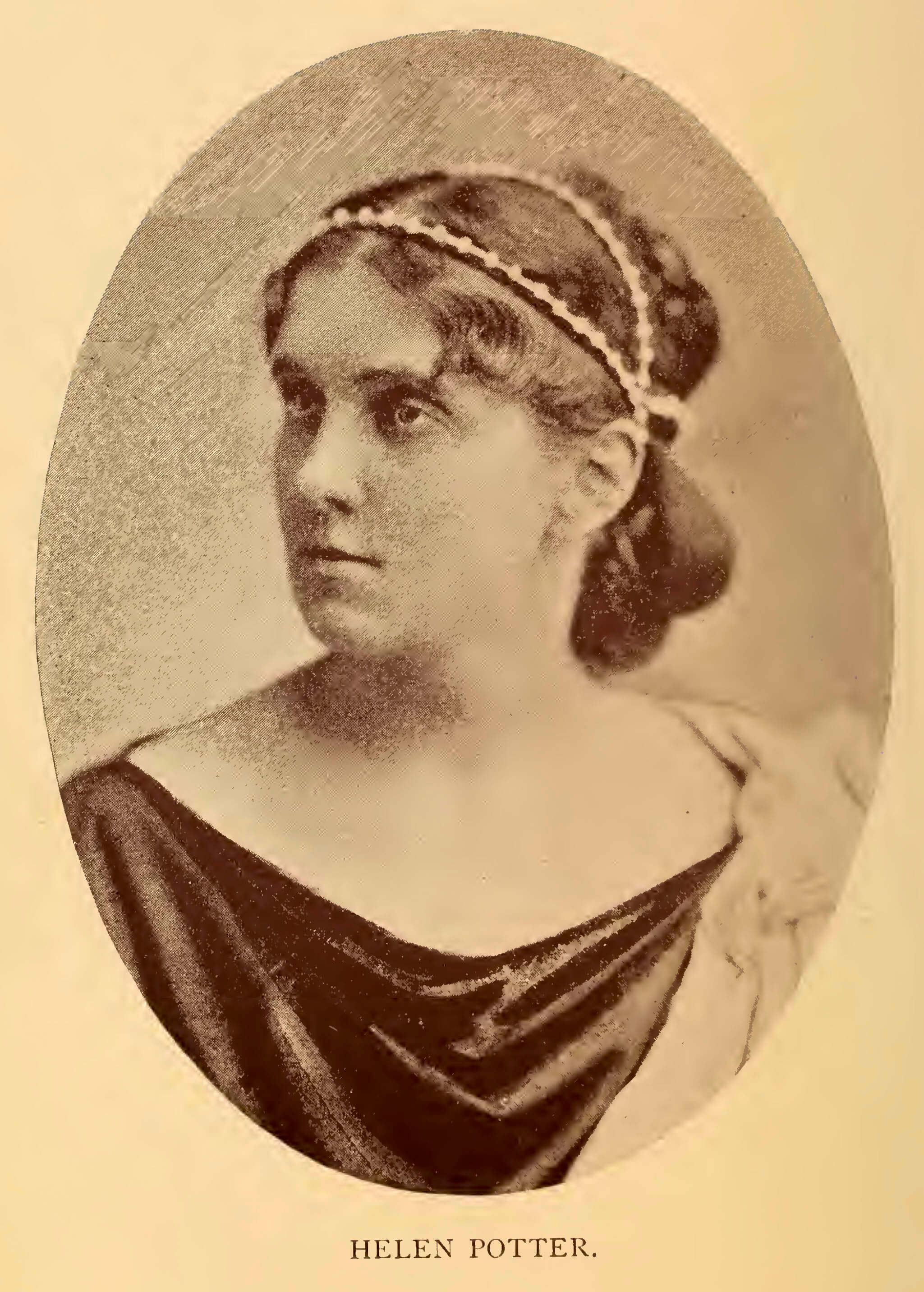

ヘレン・ポッター（Helen Potter、1837年 - 1922年）は、パフォーマー、朗読者、インパーソネーターで、特にライシーアム運動のサーキットや、ニューヨーク州のショトーカ運動の場で活動していた。彼女は1870年代から1880年代にかけて、これらふたつの運動と関係した場で、パフォーマンスのキャリアを積み、1890年に引退した。ポッターのインパーソネーション（impersonations：なりきり芸）は、ファニー・ケンブルやメアリ・スコット＝シドンズ (Mary Scott-Siddons) より後の時代のものであるが、ハル・ホルブルックやエムリン・ウィリアムズのような俳優たちに直接的な影響を与えたとされる。ポッターによる最も広く知られていた物真似は、「有名な俳優、講演者のもので、そうした人々の代表的な演劇や講演からの抜粋を演じていた」といい、スーザン・B・アンソニー、ジョン・バーソロミュー・ゴフ、エイブラハム・リンカーンなどがよく知られたネタであった。他にも、アデレード・リストーリやシャーロット・クッシュマンといった女優たちや、著名な女性講演者であったアンナ・エリザベス・ディキンソンなどが演じられ、また、エリザベス・キャディ・スタントンも取り上げられたものと考えられている。
ポッターは、男女を問わず的確に物真似することができる才能に秀でており、ライシーアムやショトーカのサーキットで広く行われていたような、いまひとつ芳しくないパフォーマンスよりも、演劇的な性格が強いものであった。

## 経歴
ポッターは、まず朗読者として演壇上での活動に入ったが、ジェームズ・レッドパスの助言を受けて、インパーソネーションを始めた。1873年、ポッターはボストンのノーマル・アート・トレーニング・スクール (Normal Art Training School) で学んでいた。その当時、レッドパスが彼女のもとを訪れ、暗唱の仕事を依頼した。後に、ポッターが有名になった後、『Talent』誌にこの時の会話が紹介された。
（レッドパスは言った）「誰も朗読や暗唱を求めてはいないが、もし誰かが、私の言い方で『10の講演をひとつに (ten lectures in one)』できるなら、つまり、最高の講演10件の文章から10分ずつの抜粋をして、ひとつの夕べの講演としてやってくれれば、そいつはヒットするだろう。何人か、朗読者たちに提案してみたんだが、誰も「分かって (catch on)」くれないんだ。」
それ以上は何も、この件での話はなかったが、ポッター嬢は直ちに「分かった」のである。この提案は、彼女に大きな可能性を開いた。... しかるべく衣装をまとって的確な物真似でその人物の言葉を語る芸といえば、今では彼女のものであり、その演技には力が込められている。
1870年代半ば以降、彼女は絶大な人気を博すようになり、1885年の時点では「アメリカで最も偉大な朗読者、インパーソネーター (America's greatest reader and impersonator)」という宣伝文句も使われた。
ポッターは、その芸の演劇的特徴で知られていたが、批評家たちは、彼女のパフォーマンスと、ヴォードヴィルにおけるインパーソネーションとの間にはっきりとした区別の一線を画していた。
バーサ・M・ウィルソンは、ポッターの弟子であった。

## 著書
- Helen Potter’s Impersonations (New York: Edgar S. Werner, 1891)